# Drusus (djur)
Drusus är ett släkte av nattsländor. Drusus ingår i familjen husmasknattsländor.

## Dottertaxa tillDrusus, i alfabetisk ordning[1]
- Drusus alpinus
- Drusus amanaus
- Drusus annulatus
- Drusus aprutiensis
- Drusus bayburtii
- Drusus berthelemyi
- Drusus biguttatus
- Drusus bolivari
- Drusus borceai
- Drusus bosnicus
- Drusus botosaneanui
- Drusus brunneus
- Drusus bureschi
- Drusus buscatensis
- Drusus camerinus
- Drusus cantabricus
- Drusus carpathicus
- Drusus caucasicus
- Drusus chapmani
- Drusus chrysotus
- Drusus concolor
- Drusus croaticus
- Drusus demirsoyi
- Drusus destitutus
- Drusus discolor
- Drusus discophoroides
- Drusus discophorus
- Drusus erimanthos
- Drusus estrellensis
- Drusus franzi
- Drusus franzressli
- Drusus fuesunae
- Drusus goembensis
- Drusus graecus
- Drusus gueneri
- Drusus hackeri
- Drusus imanishii
- Drusus improvisus
- Drusus ingridae
- Drusus kazanciae
- Drusus klapaleki
- Drusus krusniki
- Drusus macedonicus
- Drusus maculosus
- Drusus marinettae
- Drusus medianus
- Drusus melanchaetes
- Drusus mixtus
- Drusus muchei
- Drusus muelleri
- Drusus nigrescens
- Drusus noricus
- Drusus osogovicus
- Drusus plicatus
- Drusus popovi
- Drusus radovanovici
- Drusus ramae
- Drusus rectus
- Drusus rizeiensis
- Drusus romanicus
- Drusus schmidi
- Drusus serbicus
- Drusus simplex
- Drusus siveci
- Drusus spelaeus
- Drusus tenellus
- Drusus transylvanicus
- Drusus trifidus
- Drusus vernonensis
- Drusus vespertinus
- Drusus vinconi
- Drusus zhiltzovae